# 安娜斯塔西亞·帕夫柳琴科娃
安娜斯塔西亞·谢尔盖耶芙娜·帕夫柳琴科娃（俄语：Анастасия Сергеевна Павлюченкова，Anastasia Sergeyevna Pavlyuchenkova ，1991年7月3日—）是俄罗斯女子职业网球运动员。青少年时期最高排名达到世界第一，并赢得2006，2007澳网和2006美网的青少年组的女单冠军，于2005年成为职业球手，最高单打世界排名为第14名（2011年1月31日），最高双打世界排名也是第59名（2011年2月28日）。目前赢得WTA巡回赛3项单打桂冠，2项双打桂冠。
四大滿貫賽女子單打皆達到八強，但未能更上層樓許多年；直至2021年法網始成功進入四強，並於一舉進入決賽。现在的教练是她的哥哥帕夫柳琴科夫。
她被认为是WTA职业网球女选手中拥有最複雜名字的选手，近乎是一般選手的名字的兩倍長。

## 外部連結
- 安娜斯塔西亞·帕夫柳琴科娃在国际奥林匹克委员会的资料
- 安娜斯塔西亞·帕夫柳琴科娃的国际女子网球协会官方資料（英文）
- 安娜斯塔西亞·帕夫柳琴科娃的國際網球總會 職業／青少年 官方資料（英文）
- 安娜斯塔西亞·帕夫柳琴科娃的Facebook專頁
- 安娜斯塔西亞·帕夫柳琴科娃的X（前Twitter）
- Fed Cup - Player profile - Anastasia PAVLYUCHENKOVA (RUS) （页面存档备份，存于）